# Ejido de San Juan Jalpa
Ejido de San Juan Jalpa är en ort i kommunen San Felipe del Progreso i delstaten Mexiko i Mexiko. Samhället hade 689 invånare vid folkräkningen 2020.